# Абдрахимово
Абдрахимово (баш. Әбдрәхим) — деревня в Мечетлинском районе Республики Башкортостан Российской Федерации. Входит в состав Юнусовского сельсовета.

## География

### Географическое положение
Находится на правом берегу реки Ай.
Расстояние до:
- районного центра (Большеустьикинское): 15 км,
- центра сельсовета (Юнусово): 6 км,
- ближайшей ж/д станции (Сулея): 155 км.

## Население
| 1939 | 1959 | 1970 | 1979 | 1989 | 2002 | 2009 | 2010 |
| ---- | ---- | ---- | ---- | ---- | ---- | ---- | ---- |
| 421  | ↗469 | ↘407 | ↘357 | ↘261 | ↗326 | ↘321 | ↗324 |